# 木村厚子
木村 厚子（きむら あつこ、1964年8月7日 - 2003年5月25日）は、埼玉県加須市出身の競艇選手。登録番号3196、養成56期。同期には、日高逸子、熊谷直樹らがいる。

## 略歴
兄姉が体育教師というスポーツ一家で育ち、中学・高校では陸上選手。スポーツインストラクターを目指し、淑徳生活文化専門学校で社会体育学を学ぶが、友人に勧められたのがきっかけで競艇選手を志願し専門学校を中退。
1985年5月23日、戸田競艇場でデビュー。デビュー戦は2着だった。
同年11月15日、三国競艇場でデビュー初勝利。
1986年11月1日、津競艇場で初優出。
「競艇界のニューアイドル」と呼ばれ、1987年にはファン投票でミス競艇に選出。1988年にはA級。1980年代後半から1990年代にかけて美人レーサー、アイドルレーサーとして艇界のイメージアップに大きく貢献した。
1989年には同支部の加藤金治と結婚。
1990年3月10日、戸田競艇場の一般競走（男女混合戦）で初優勝した。結果的に、この優勝が唯一の優勝となった。
2003年5月24日、津競艇場第7レースで1号艇として出走した木村は、1周2マークで先頭で旋回したところ振込み失速、後続艇がこれを避けきれず乗り上げるように接触、その際に落水し受傷した。直ちに救急車で三重大学医学部附属病院へ搬送され、集中治療室で治療を行ったが手当ての甲斐なく、翌25日11時27分、頸髄損傷、脳挫傷により死亡。38歳没。競艇における殉職者は1999年11月に死亡した沢田菊司以来、26人目。

## 生涯成績
- 通算出走回数 2028回
- 通算優勝回数 1回
- 通算1着回数 254回
- 通算優勝戦出場 28回
- 勝率 5.15
- 生涯獲得賞金 158,046,932円

## 出演CM
- モーターボート選手募集（1991年、モーターボート連合会） - 選手の池上裕次と共演。